# Clément Marot

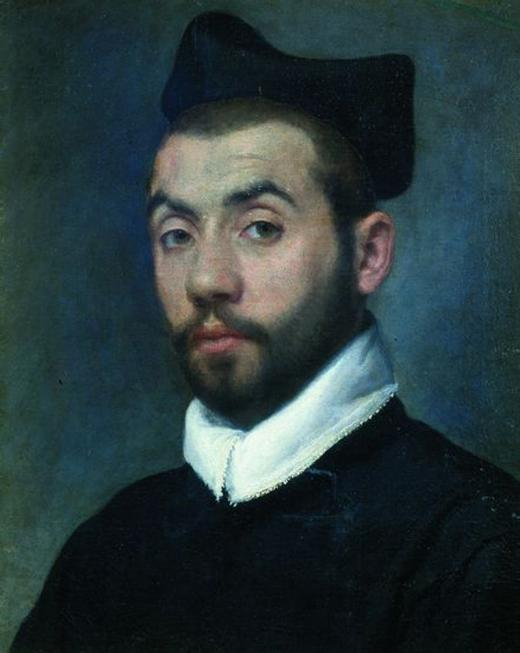
Clément Marot

Clément Marot (n. 23 noiembrie 1496 la Cahors - d. 12 septembrie 1544) a fost un poet francez din perioada Renașterii.
Opera sa reprezintă o tranziție între poezia medievală, pe care o continuă ca un poet al curții, cu o artă matură, și arta Renașterii, impulsionată de modele italiene (epigrama, sonetul, elegia, egloga), fiind un precursor al Pleiadei.

## Scrieri
- 1515: Le temple de Cupido ("Templul lui Cupido");
- 1532: L'adolescence clémentine ("Adolescență indulgentă");
- 1538: Oeuvres ("Opere");
- 1539: L'enfer ("Infernul"), poem satiric, reprezentare alegorică a experienței sale în închisoare;
- 1541/1543: Trente Pseaulmes de David mis en françoys ("Treizeci de psalmi ai lui David în franceză"), care a atras nemulțumiri din partea bisericii.